# Лорвил (Ајова)
Лорвил (енгл. Lohrville) град је у америчкој савезној држави Ајова. По попису становништва из 2010. у њему је живело 368 становника.

## Демографија
Према попису становништва из 2010. у граду је живело 368 становника, што је -63 (-14.6%) становника више него 2000. године.
| Група             | 2000.       | 2010.       |
| Белци             | 426 (98,8%) | 358 (97,3%) |
| Афроамериканци    | 0 (0,0%)    | 0 (0,0%)    |
| Азијати           | 1 (0,2%)    | 0 (0,0%)    |
| Хиспаноамериканци | 3 (0,7%)    | 5 (1,4%)    |
| Укупно            | 431         | 368         |